# 姶良站
姶良站（日语：／ Aira eki */?）是一個位於鹿兒島縣姶良市西餅田、屬於九州旅客鐵道（JR九州）日豐本線的鐵路車站。本站與錦江站皆是較後期開設的車站，主要讓鹿兒島市廣域一帶通勤上學乘客使用。
車站雖然採用了所在市「姶良」為站名，但卻並非市中心車站；市役所位於鄰站帖佐站附近、而市內最多人使用的車站為加治木站。

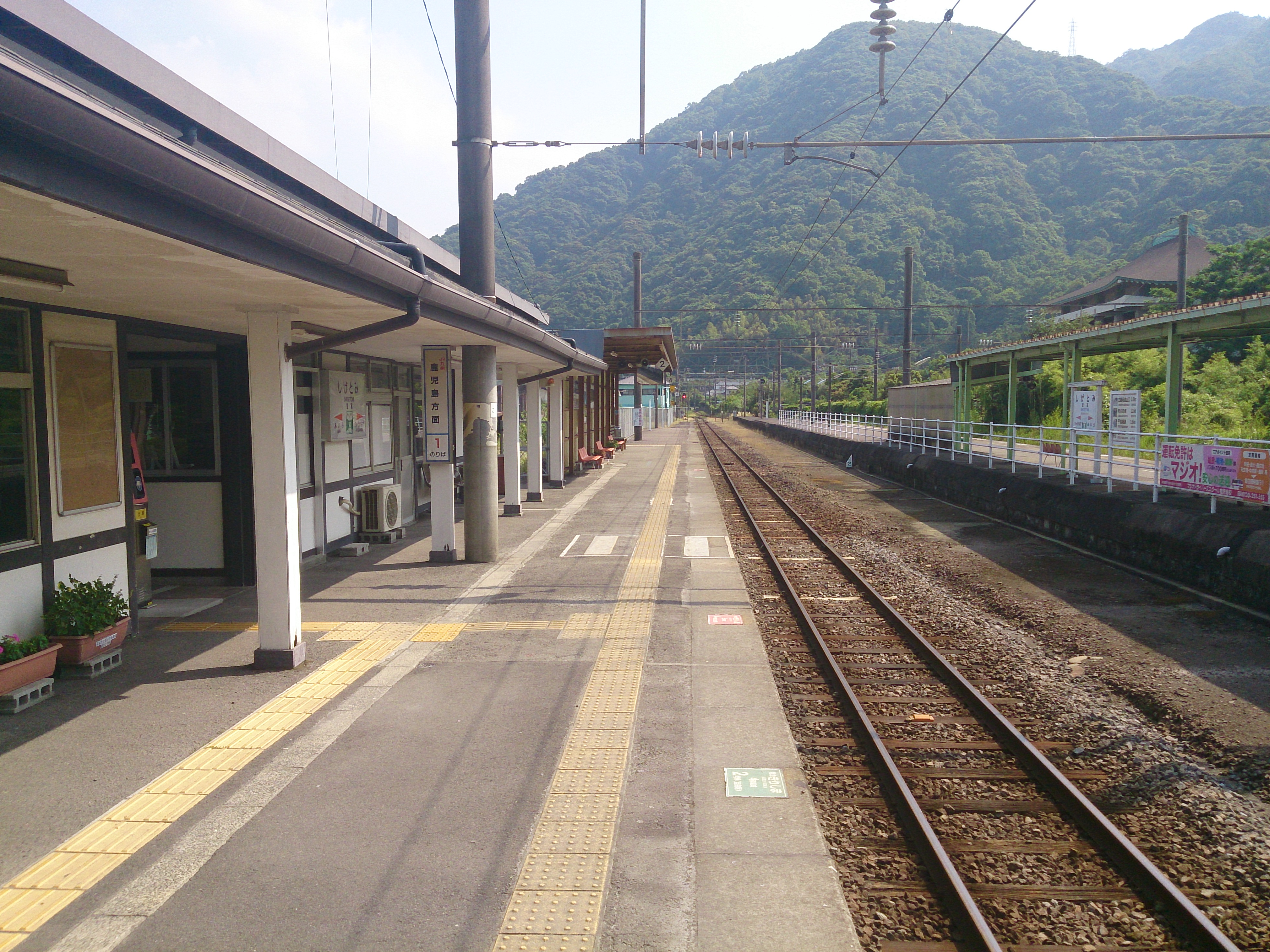
往鹿兒島方向的月台(2013年5月)

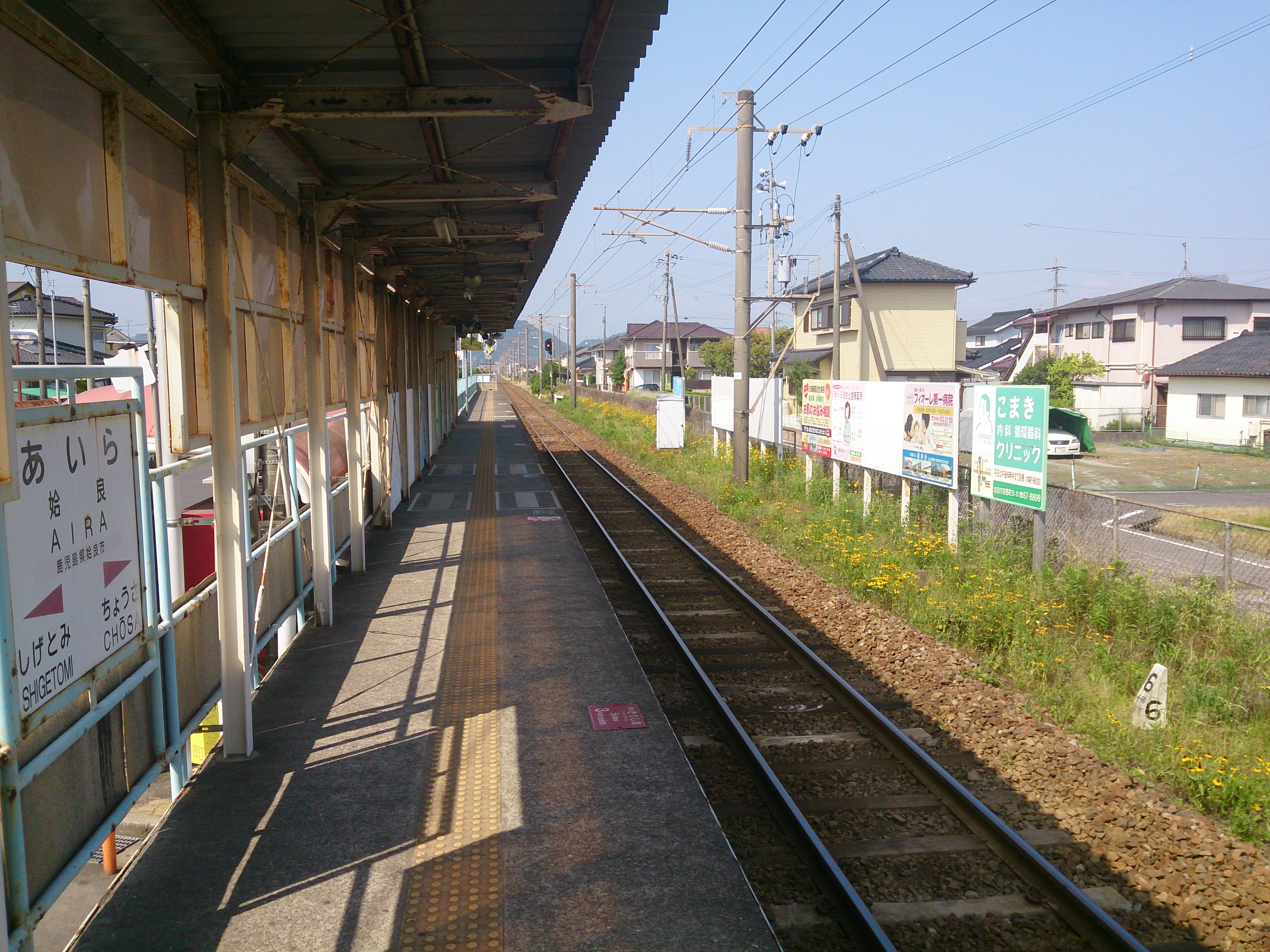
往國分方向的月台(2013年5月)

## 車站結構

### 站房
採用簡易式通勤車站設計，出入口建於月台中央，並須上一小段樓梯才到達月台。在出入口對面建有一座細小的單層木建築作為站務室，向馬路一方設有顯示列車資訊的LED顯示屏，售票窗口旁設置了簡易式近距離售票機。因應人手精簡，2022年3月12日起停用綠色窗口，售票機亦加設可發售特急列車自由席劵發售。本站可以使用IC卡「SUGOCA」，一組分別對應出、入閘的簡易式讀卡機設置於月台上及站房旁，月台上亦另設有一部為SUGOCA增值的精算棧。
站務室右側為公共運輸停車站，設有帆布上蓋、三張候車長櫈、飲品販賣機、公共電話亭及郵筒，而出入口左側則建有男、女獨立使用簡易式洗手間一座。

### 月台
只有側式月台1座，為列車不可交換車站。對比錦江站採用水泥地基建成的月台，本站乃採用慣性簡易車站的興建模式，只由鋼架及鋼板所搭建而成，有效長度為6輛。而由出入口起一直向重富方向的40米月台均設有上蓋及塑膠背板。列車到站時，往鹿兒島方向為右側上落；往國分方向為左側上落。
| 路線      | 上下行 | 方向                                        |
| --------- | ------ | ------------------------------------------- |
| ■日豐本線 | 上行   | 隼人、國分、都城、宮崎方向                  |
| ■日豐本線 | 下行   | 鹿兒島中央、經■鹿兒島本線往伊集院、川內方向 |

## 歷史
- 1988年：

- 1月30日：完工。
- 3月13日：正式開業。

- 1989年12月1日：首任站長就任。
- 1993年：

- 8月6日：受平成5年8月豪雨影響，西都城站至鹿兒島站一段停駛。
- 9月19日：隨國分站～鹿兒島站之間重新開通而重開。

- 2012年12月1日：可以使用IC卡「SUGOCA」[3]。

## 使用人數
在2023年度，1日平均乘車人次為1,066人。
以下為近年1日平均乘車人次列表：
| 年度 | 1日平均 乘車人次 | 1日平均 上落人次 |
| ---- | ---------------- | ---------------- |
| 2004 |                  | 2,093            |
| 2005 |                  | 2,084            |
| 2006 |                  | 2,007            |
| 2007 | 985              | 1,969            |
| 2008 | 1,000            | 1,992            |
| 2009 | 1,015            | 2,023            |
| 2010 | 1,014            | 2,020            |
| 2011 | 1,015            | 2,021            |
| 2012 | 1,026            | 2,044            |
| 2013 | 1,081            | 2,154            |
| 2014 | 983              | 1,968            |
| 2015 | 984              | 1,964            |
| 2016 | 969              | 1,932            |
| 2017 | 988              | 1,976            |
| 2018 | 1,002            | 未有數據         |
| 2019 | 1,003            | 未有數據         |
| 2020 | 881              | 未有數據         |
| 2021 | 918              | 未有數據         |
| 2022 | 974              | 未有數據         |
| 2023 | 1,066            | 未有數據         |

## 相鄰車站
九州旅客鐵道
■日豐本線
■特急「霧島」（大部份）
通過
■特急「霧島」（1、16、81、82號）、■普通
帖佐 － 姶良－重富

## 外部連結
- JR九州姶良站 （页面存档备份，存于）